# Ї (повіт, Ляонін)
Ї (спрощ.: 义县; піньїнь: Yì Xiàn) — повіт у міському окрузі Цзіньчжоу, що в китайській провінції Ляонін. На початку IV століття на території сучасного повіту розташовувалась столиця Ранньої Янь, місто Цзічен.

## Адміністративний поділ
Повіт поділяється на 8 селищ, 3 волості й 7 національних волостей.